# Thalassodrilides milleri
Thalassodrilides milleri is een ringworm uit de familie van de Naididae. De wetenschappelijke naam van de soort is voor het eerst geldig gepubliceerd in 1979 door Brinkhurst & Baker.